# Пољаница Бистранска
Пољаница Бистранска је насељено место и седиште општине Бистра у Загребачкој жупанији, Република Хрватска.

## Историја
До територијалне реорганизације у Хрватској налазила се у саставу старе загребачке приградске општине Запрешић.

## Становништво
На попису становништва 2011. године, Пољаница Бистранска је имала 1.261 становника.

## Попис1991.
На попису становништва 1991. године, насељено место Пољаница Бистранска је имало 1.067 становника, следећег националног састава:
| Попис 1991.‍   | Попис 1991.‍  | Попис 1991.‍ | Попис 1991.‍ | Попис 1991.‍ |
| ------------- | ------------ | ----------- | ----------- | ----------- |
|               |              |             |             |             |
| Хрвати        | Хрвати       |             | 1.023       | 95,87%      |
| Југословени   | Југословени  |             | 4           | 0,37%       |
| Срби          | Срби         |             | 2           | 0,18%       |
| Чеси          | Чеси         |             | 2           | 0,18%       |
| Мађари        | Мађари       |             | 1           | 0,09%       |
| Муслимани     | Муслимани    |             | 1           | 0,09%       |
| неопредељени  | неопредељени |             | 6           | 0,56%       |
| непознато     | непознато    |             | 28          | 2,62%       |
| укупно: 1.067 |              |             |             |             |